# 丘體乾
丘體乾（？—？），江西臨川縣人，明朝政治人物。举人出身。

## 生平
萬曆七年（1579年），丘體乾中式己卯科江西鄉試舉人。萬曆八年（1580年）、十一年（1583年）兩登會試副榜。萬曆十四年（1586年），任廣東廣州府新安縣知縣。后由宋臣熙接任。
丘體乾任內，新安縣大旱，岑田鄧元勳捐穀2000石，邱體乾以岑田「土地膏腴，田疇如錦」，改稱錦田。
邱體乾是首部＜新安縣志>的主編. 